# Хиппобоскоз
Хиппобоскоз (Hippoboscosis; Hippoboscidosis) — энтомоз человека и животных, вызванный укусами кровососок, характеризуется дерматитом.
Оленья кровососка (Lipoptena cervi) (триба Lipoptenini подсемейства Lipopteninae, сем. Hippoboscidae, отр. Diptera) — облигатный кругложизненный эктопаразит, самцы и самки питаются исключительно кровью теплокровных животных. Длина тела крылатой особи 3-3,5 мм. Паразит встречаются на всей территории Европы (кроме Крайнего Севера), в Азии, на северо-западе Африки и в Северной Америке.
Оленья кровососка встречаются в лесах, в населённых пунктах обитает лошадиная (Hippobosca equina) и собачья (Hippobosca longipennis) кровососки. Уколы их болезненны и вызывают раздражение кожи. При массовом размножении нападают на человека и птичьи кровососки, например, иногда нападает на человека кровососка кратерина. Она является гнездовым паразитом ласточек и стрижей.
Устроившись в волосах или под одеждой, мухи приступают к кровососанию (иногда спустя 30-60 мин.). Момент укуса не вызывает у человека болезненных ощущений, — до возникновения поражения кожи проходит скрытый период продолжительностью от 30 мин до 3 и более месяцев. На месте укусов появляются зудящие розеолезные, уртикарные, папулёзные и узловатые высыпания, локализующиеся преимущественно на затылке, висках, шее и на местах плотного прилегания одежды. В центре элементов можно обнаружить геморрагическую корочку или везикулу. Могут возникать папулезная сыпь с корочкой и сильный зуд (регрессирующие через 10-12 дней), волдыри, при этом у всех наблюдался возвышенный стойкий красный дермографизм. Узелки, появляющиеся через 2-3 мес после укусов, отличаются безболезненностью, плотной консистенцией, буровато-синюшным цветом. Через 5-6 мес узелки разрешаются, оставляя рубчик или пигментное пятно.
Возможно, оленья кровососка может при укусе передавать животным и человеку возбудителя болезни Лайма, во всяком случае, эти спирохеты часто обнаруживаются у голодных кровососок.
Лечение: назначаются десенсибилизирующие средства, наружно — противозудные спиртовые растворы, можно прикладывать содовый раствор из расчёта 1 чайная ложка на стакан воды, болтушки. На длительно существующие узелки наносят сильнодействующие кортикостероидные мази под полиэтиленовую плёнку (1 раз в день). Прогноз благоприятный.